# Shanice van de Sanden
Shanice van de Sanden (Utrecht, 2 ottobre 1992) è una calciatrice olandese, attaccante del Pachuca e della nazionale olandese.

## Carriera

### Nazionale
van de Sanden inizia ad essere convocata dalla federazione calcistica dei Paesi Bassi (KNVB) dal 2008, inserita in rosa nella formazione giovanile Under-17 impegnata alle qualificazioni all'edizione 2008 del campionato europeo di categoria. Fa il suo debutto nel torneo il 25 marzo 2008, nell'incontro valido per il secondo turno di qualificazione dove i Paesi Bassi pareggiano per 1-1 con le pari età del Belgio.
Passata alla Under-19, viene inserita in rosa nella squadra che affronta le fasi finali degli europei di Macedonia 2010, dove viene impiegata nelle tre partite della fase a gironi, e condivide con le compagne il terzo posto a pari merito con la Germania. Di seguito rimane in rosa anche per la successiva edizione di Italia 2011, giocando nove incontri tra qualificazioni e fase finale, e venendo eliminata alla fase a gironi. In quest'ultima occasione van de Sanden il 5 giugno realizza al 58' la rete del parziale 1-0 sulla Germania, incontro poi vinto dalle tedesche 2-1, che assieme a quella siglata il 30 maggio da Pia Rijsdijk in Paesi Bassi Spagna 1-1, resteranno le uniche due segnate dalle Orange.
Nel frattempo l'allora ct della nazionale maggiore Vera Pauw decide di valutarla facendola debuttare nella partita amichevole con la Francia il 14 dicembre 2008 e inserendola in rosa nella formazione invitata all'edizione 2009 della Cyprus Cup. Durante il torneo si mette in luce siglando al 78' la rete del 4-0 nella finale per il quinto posto giocata contro il Sudafrica, incontro poi terminato 5-0 per le olandesi.
Pauw le rinnova la fiducia inserendola nella lista delle atlete che partecipano all'Europeo di Finlandia 2009. In quell'occasione viene impiegata in un unico incontro, nella semifinale del 6 settembre 2009 dove le Orange vengono battute 2-1 dalle avversarie dell'Inghilterra solo ai supplementari, dopo che i tempi regolamentari si erano conclusi con una rete per parte.

## Palmarès

### Club

#### Competizioni nazionali
- BeNe League: 2

Twente: 2012-2013, 2013-2014
- Campionato olandese: 3

Twente: 2012-2013, 2013-2014, 2015-2016
- Campionato francese: 3

Olympique Lione: 2017-2018, 2018-2019, 2019-2020
- Campionato tedesco: 1

Wolfsburg: 2021-2022
- Coppa dei Paesi Bassi: 2

Utrecht: 2009-2010
Twente: 2014-2015
- Coppa di Francia: 2

Olympique Lione: 2018-2019, 2019-2020
- Coppa di Germania: 2

Wolfsburg: 2020-2021, 2021-2022

#### Competizioni internazionali
- UEFA Women's Champions League: 2

Olympique Lione: 2017-2018, 2018-2019

### Nazionale
- Algarve Cup: 1

2018 (a pari merito con la Svezia)